# Goshwe
Goshwe – wieś w Botswanie w dystrykcie Central. Według spisu ludności z 2011 roku wieś liczyła 1573 mieszkańców.